# Ochrilidia persica
Ochrilidia persica är en insektsart som först beskrevs av Salfi 1931.  Ochrilidia persica ingår i släktet Ochrilidia och familjen gräshoppor. Inga underarter finns listade i Catalogue of Life.